# Vincent Serralda
Vincent Serralda, né le 12 juin 1905 à Larbaâ (Algérie) et  mort le 20 septembre 1998 à Nanterre (Hauts-de-Seine), fut prêtre près d'Alger puis  vicaire à l'église Saint-Nicolas-du-Chardonnet à Paris de 1964 à 1968.
Il a participé, avec Louis Coache  et François Ducaud-Bourget, à la restauration de la messe traditionnelle de Saint Pie V, dans cette église, le 27 février 1977.
Vincent Serralda consacra beaucoup de temps aux Saints d'Afrique du Nord, « ses Berbères »  comme il aimait à les appeler.

## Biographie
Né en 1905, d'un père maçon d'origine espagnole, dans une famille modeste implantée en Algérie depuis 1835, Vincent Serralda perd très tôt sa mère atteinte d'une maladie incurable. En 1930, il est ordonné prêtre, puis vicaire à la cathédrale d'Alger. En 1944, il s'engage dans le 3e régiment de spahis marocains et participe à la campagne d'Italie au sein du corps expéditionnaire français du maréchal Juin. En août 1944, il participe au débarquement de Provence et à la campagne de France. Il est cité deux fois à l'ordre du régiment et décoré de la croix de guerre.
Après la guerre, il est curé de Delhi-Ibrahim jusqu'en 1962, date à laquelle il doit quitter l'Algérie.
En France, il est d'abord vicaire à la cathédrale de Versailles, puis à l'église Saint-Charles-de-Monceau avant d'être nommé en 1964, vicaire à l'église Saint-Nicolas-du-Chardonnet. Après 4 années à ce poste, il est muté à l'Église Saint-Joseph-de-Buzenval de Rueil-Malmaison avant de seconder François Ducaud-Bourget au service de la liturgie de Sainte-Germaine de Wagram. Il  participe avec ce dernier, en 1977, à la « prise » de l'église Saint-Nicolas-du-Chardonnet.
Il a été membre de l'Association pour défendre la mémoire du maréchal Pétain.

## Ouvrages
- Du Rififi dans l'Église des premiers jours, Imbert-Nicolas, 1985
- Le Berbère-- lumière de l'Occident, Nouvelles Éditions, 1984
- La philosophie de la personne chez Alcuin, 1978
- Le Christ et les polices, 1978
- Le combat de Mahomet, 1986
- Confucius devant le Christ , 1992

## Distinctions
- Croix de guerre 1939-1945  (2 citations)

#### Textes de Vincent Serralda sur les Saints d'Afrique du Nord
- Notre compatriote, saint Adrien,abbé de Canterburry vénéré en Angleterre, PNHA  n°47, décembre 1996
- Saint Gelase 1er, Le Saint-Augustin de l'Administration de l'Église, PNHA n°96, décembre 1998
- Saint-Optat de Milève Évêque et Confesseur né à Mila en Algérie, PNHA no 103, juillet 1999
- Saint Victor 1er, premier Pape d'Afrique du Nord, PNHA no 63, décembre 1995